# Panzerzug Kaniów
Der Panzerzug Kaniów war einer der ersten improvisierten polnischen Panzerzüge aus der Zeit des Polnisch-Sowjetischen Krieges von 1919 bis 1920.

## Geschichte
Der Chef des Generalstabs der polnischen Armee, General Stanisław Szeptycki, ordnete in seinem Befehl Nr. 80 vom 27. Dezember 1918 die Bildung von fünf Panzerzügen an. Diese sollten die Nummern 11 bis 15 erhalten. Somit wurde der Panzerzug Kaniów im Dezember 1918 in Warschau als Pociągi Pancerne 12 (kurz: P.P. 12, deutsch: Panzerzug 12) gebaut.

## Technische Daten

### Lokomotive
Die Dampflokomotive des Panzerzuges war eine Preußische G 3, welche in Polen mit der Bezeichnung Th1 geführt wurde. Diese wurde in den polnischen Werkstätten gepanzert. Zu dieser frühen Zeit wurden jedoch nur der Führerstand und der Dampflokomotivkessel mit gepanzert. Die Panzerung bestand aus Stahlblechpatten. Weitere Informationen zur Dampflokomotive konnten nicht ermittelt werden.

### Sturmwagen
Die gepanzerten Sturmwagen wurden aus gewöhnlichen, gedeckten Güterwagen aufgebaut. Die Wände der Wagen bestanden aus Holz wurden mithilfe von Sandsäcken und Beton verstärkt und gepanzert. Ein weiterer Güterwagen war oben offen und wurde mit Blech an den Seiten gepanzert. Um auch von oben geschützt zu sein, wurde bei diesem ebenfalls ein Dach aus Blech auf die Seiten aufgesetzt. An den Seiten gab es Schießscharten für Gewehre und Maschinengewehre.

## Einsatz
Am 12. Februar 1919 war der Panzerzug Kaniów rund um die Stadt Brześć nad Bugiem auf Patrouille. Zwei Tage später fanden die ersten Kampfhandlungen im Polnisch-Sowjetischen Krieg statt. Anfang März 1919 begann die Offensive zur Einnahme von Pinsk, welche am Ende des Monats mit Hilfe des Panzerzuges erfolgreich abgeschlossen werden konnte. Während einer Patrouille im April auf der Eisenbahnlinie östlich von Pinsk wurde der Panzerzug in der Nähe von Horodyszcz von einem sowjetischen Panzerzug angegriffen. Nach einem kurzen Gefecht wurde dieser Panzerzug besiegt, erbeutet und lief fortan unter dem Namen Panzerzug Kaniów II. Unterstützung leistet der Panzerzug bei der Eroberung der Stadt Łuniniec. Am 13. Mai operierte der Panzerzug weiterhin in der Gegend von Pinsk und geriet dabei durch drei sowjetische Panzerzüge in Bedrängnis. Dadurch musste dieser sich bis nach Wólka zurückziehen, was ohne Beschädigung gelang. Im Juli und August 1919 half er bei der Eroberung der Eisenbahnlinie von Polozk, über Maladsetschna bis Minsk und der Eisenbahnlinie von Baranawitschy über Łuniniec und Sarny nach Riwne.
Während des Winterfeldzuges 1919/1920 wurde der Panzerzug der Einsatzgruppe Suwałki zugeteilt. Dort patrouillierte er zusammen mit dem Panzerzug Paderewski an der Demarkationslinie zu Litauen. Zu Kampfhandlungen für den Panzerzug kam es jedoch nicht. Im Frühjahr kam es zu mehreren Kämpfen am unteren Prypjat. Dabei wurde der Panzerzug Kaniów der Gruppe Polesie unter Generalleutnant Władysław Sikorski unterstellt. Zusammen mit dem Panzerzug Piłsudczyk sollte dieser entlang der Eisenbahnstrecke Ptycz und Kalinkawitschyden Angriff der polnischen 9. Infanteriedivision unterstützen. Als die Panzerzüge den Bahnhof Biesiadki erreichten, konnten diese nicht mehr am Angriff auf Kalinkawitschy am 5. März teilnehmen. Der Grund hierfür war, dass die weiterführenden Gleise nur noch für [[
|Breitspurzüge]] ausgelegt waren. Während schwerer Angriffe von sowjetischen Truppen im April 1920 an der Eisenbahnstrecke bei Nachow, wurde ein Artilleriewagen des Panzerzuges Kaniów zerstört und er musste sich zur Reparatur zurückziehen.
Ab dem 13. August 1920 begann die Schlacht um Warschau. Der Panzerzug Kaniów verkehrte dabei, zusammen mit dem Panzerzug Wilk, auf der Strecke zwischen Działdowo und Mława. Hier wurde er der Operationsgruppe Działdowo zugeteilt und Patrouillierte auf dem Abschnitt zwischen Dęblin, Warschau und Modlin. Als es dort zu starken sowjetischen Angriffen kam, musste sich der Panzerzug nach Włocławek zurückziehen. Um einer Einkesselung zu entgehen, musste der Panzerzug weiter bis zum Bahnhof Szpetal Dolny am linken Ufer Weichsel fahren. Dabei feuerte er immer wieder auf feindliche Truppen.
Vom 11. bis 12. September 1920 nahmen mehrere Panzerzüge, darunter auch Kaniów, am Angriff der 3. Armee auf Kowel teil. Ebenso Griff der Panzerzug, der 3. Armee zugeteilt, bei der Schlacht am Njemen ein. Nach der erfolgreichen Schlacht wurde der Panzerzug Kaniów nicht mehr aktive in Kämpfe eingesetzt und aufgrund der zu geringen Kampfstärke am Ende des Monats aufgelöst.

## Zugzusammensetzung
Gemäß des Befehls von General Stanisław Szeptycki sollte der Panzerzug Kaniów über folgende Wagen verfügen:
- 1 gepanzerte Lokomotive,
- 3 gepanzerte Güterwagen,
- 2 Personenwagen,
- 2 Abstoßwagen.

## Gedenkplakette
In der Mitte der Gedenkplakette befand sich ein Wappenschild mit einem Rittershelm, welcher drei geschwungene Federn hatte. Rund um das Wappenschild waren neun Nägel zu sehen, vier auf jeder Seite und einer ganz unten. Unter dem Rittershelm war die Inschrift Kaniów zu lesen. Der Schild selber saß auf einem Kreuz, dessen Balken sich nach außen hin verbreiterten. Auf jedem der Arme gab es kleine Inschriften. Oben stand P. P. für Pociągi Pancerne, auf dem linken Arm stand die Zahl 1918 und auf dem gegenüberliegenden rechten Arm  1920. Im unteren Arm war die Zahl 12 für die Panzerzugnummer eingraviert. Hinter dem Kreuz waren zwei Schwerter gekreuzt, deren Spitzen nach oben rechts und links zeigten. Umgeben waren das Wappen, das Kreuz und die Schwerter mit einem ovalen Kranz aus Eichenlaub, welcher an einigen Stellen mit einem Band umwickelt war. Darauf waren die Namen der Städte Krystynopol, Borysów, Nasielsk, Włocławek, Machów und Pińsk eingraviert. Gekrönt wurde der Kranz mit einem Adler ohne Krone, dessen Kopf nach rechts (frontal gesehen) gerichtet ist. Das ganze Abzeichen bestand aus Blech, welches versilbert und oxidiert wurde. Es war 36 mm breit, 52 mm hoch und 1 mm dick.